# Koprzywianka
Die Koprzywianka [kɔpʃɨˈvʲanka] ist ein linker Zufluss der Weichsel in Polen. Sie entspringt im südlichen Teich Szczytniak im Kielcer Bergland, verläuft in überwiegend südöstlicher Richtung bis Klimontów und von dort zunächst südlich und dann östlich nach Koprzywnica, anschließend nach Nordosten bis zur Mündung in die Weichsel bei Sandomierz. Die Gesamtlänge von der Quelle bis zur Mündung beträgt 66 km. Ihr Einzugsgebiet wird mit 707,4 km² angegeben.